# Daniela Urzi
Daniela Abigail Urzi (Buenos Aires, 28 ottobre 1975) è una modella argentina.

## Carriera
Daniela Urzi debutta nel mondo della moda a ventuno anni comparendo sulle copertine delle edizioni argentine (maggio e novembre) e tedesche di Elle (maggio). Debutta sulle passerelle nella stagione primavera/estate 1998 sfilando per Lolita Lempicka, a cui seguiranno negli anni successivi Fendi, Custo Barcelona, Lanvin, Philosophy di Alberta Ferreti, Givenchy, Diane von Fürstenberg ed altri.
Tuttavia il volto della Urzi sarà principalmente legato alle campagne pubblicitarie di cui sarà testimonial, come quelle per Armani Jeans, Giorgio Armani Collection, Cavalli, Burberry, Victoria's Secret e John Richmond.
Nel corso della sua carriera Daniela Urzi è stata fotografata da Patrick Demarchelier, Mario Testino, Lizz Collins, ed Arthur Elgort, tra gli altri ed è comparsa sulla copertina di varie testate come Madame Figaro, Para Tí, D-Mode, Amica, GQ, Max e Vogue Messico nell'ottobre 2006.

## Agenzie
- Rebel Management - Argentina
- Beatrice Models
- Traffic Models - Madrid, Barcellona
- Munich Models
- Fotogen Model Agency
- Modelwerk
- FM Model Agency
- NEXT Model Management
- Trump Model Management
- Karin Models Paris
- MC2 Model Management - Miami